# ابزار باغبانی
ابزار باغبانی (انگلیسی: Garden tool) به ابزارهایی گفته می‌شود که برای باغبانی استفاده می‌شود که این دسته ابزارها با ابزارهایی که به منظور کشاورزی و باغبانی علمی استفاده می‌شود وجه اشتراک دارد. همچنین ابزارهای باغبانی به دو بخش ابزار دستی و ابزار قدرت تقسیم می‌شود.